# 渊宿水母
渊宿水母（学名：Deepstaria）是羊须水母科下属的一种水母，生活于深海，以其薄片状身体而著名。这类水母于1967年被英国海洋生物学家弗雷德里克·史特拉滕·罗素发现，并以当时他使用的潜水器渊宿号（Deepstar）命名。该属水母没有触手，伞部则大而薄；利用其较大的体型，渊宿水母会先静止悬浮于水中，受刺激后收缩伞缘，用整个伞部包裹住猎物进行捕食。由于其无触手的形体在水中漂浮时的样子曾被误认为是海洋哺乳类动物的胎盘，因此渊宿水母有时也被称为胎盘水母。
渊宿水母通常分布於南极和近南极海域，但也曾在英国和墨西哥湾附近水域发现过，与许多水母的群居生活方式相反，渊宿水母是独居生物。渊宿水母常静止悬浮于较深的水层中，主要分布于500米以下的弱光中层带。

## 种类
渊宿水母属目前共确认有两种，分别为1967年发现的神秘渊宿水母（Deepstaria enigmatica）和1988年发现的网状渊宿水母（Deepstaria reticulum）；前者无色透明，后者则呈棕红色。